# Bupleurum marginatum
Bupleurum marginatum är en flockblommig växtart som beskrevs av Nathaniel Wallich och Dc. Bupleurum marginatum ingår i släktet harörter, och familjen flockblommiga växter.

## Underarter
Arten delas in i följande underarter:
- B. m. marginatum
- B. m. minutum
- B. m. stenophyllum